# Абисистави
Абисистави (груз. აბისისთავი) — село в Грузии, на территории Карельского муниципалитета края (мхаре) Шида-Картли.

## География
Село находится в центральной части Грузии, к западу от реки Западная Проне, на расстоянии приблизительно 13 километров (по прямой) к северо-западу от города Карели, административного центра муниципалитета. Абсолютная высота — 738 метров над уровнем моря.

## Население
По результатам официальной переписи населения 2014 года в Абисистави проживало 138 человек (62 мужчины и 76 женщин). В национальной структуре населения грузины составляли 99,3 %.
| Год  | Население, человек |
| ---- | ------------------ |
| 2002 | 180                |
| 2014 | ↘ 138              |